# Éric Dupond-Moretti
Éric Dupond-Moretti (ur. 20 kwietnia 1961 w Maubeuge) – francuski prawnik, adwokat, w latach 2020–2024 minister sprawiedliwości.

## Życiorys
Urodził się jako Éric Dupond w rodzinie pracownika przemysłu metalowego i sprzątaczki. Jego rodzina od strony matki miała korzenie włoskie. Gdy miał cztery lata, zmarł jego ojciec. Był wychowywany przez matkę, na jej cześć zmienił później nazwisko na Dupond-Moretti (z drugim członem od nazwiska panieńskiego matki). Ukończył studia prawnicze na Université Lille-II. W 1984 podjął pracę w zawodzie adwokata. Początkowo praktykował w ramach palestry w Lille, po latach przeniósł się do Paryża. Specjalizował się w sprawach z zakresu prawa karnego.
W 1987 uzyskał pierwsze uniewinnienie dla swojego klienta. Do lutego 2020 doszło łącznie do 145 uniewinnień w sprawach, w których brał udział jako obrońca. Przyniosło mu to w trakcie kariery przydomek „Acquittator”. Stał się jednym z najbardziej znanych francuskich adwokatów. Występował w licznych medialnych postępowaniach, bronił m.in. Juliana Assange’a i algierskiego imigranta, oskarżonego o współorganizowanie dokonanego w 2012 przez islamskich terrorystów zamachu w Tuluzie.
Współautor publikacji książkowych: Bête noire (2012), Le Calvaire et le Pardon (2013), Directs du droit (2017), Le Droit d'être libre (2018), Ma Liberté (2019).
Wspierał Martine Aubry z Partii Socjalistycznej w prawyborach prezydenckich w 2011. W 2015 opowiedział się publicznie za zdelegalizowaniem Frontu Narodowego. W lipcu 2020 powołany na ministra sprawiedliwości i strażnika pieczęci rządzie Jeana Castex. Utrzymywał tę funkcję również w powołanym w maju 2022 rządzie Élisabeth Borne, przy rekonstrukcji tego gabinetu z lipca 2022 oraz w utworzonym w styczniu 2024 rządzie Gabriela Attala. Zakończył urzędowanie we wrześniu 2024.

## Życie prywatne
Jego małżeństwo zakończyło się rozwodem; ma dwoje dzieci. Jego partnerką życiową została później piosenkarka Isabelle Boulay.

## Odznaczenia
- Komandor Orderu Zasługi Republiki Włoskiej (Włochy, 2021)[15]